# Metacarpo
El metacarpo es una de las tres partes de las que se componen los huesos de la mano y está formado por los cinco huesos metacarpianos (Ossa metacarpalia), que son delgados y ligeramente alargados y ocupan toda la palma de la mano.

## La mano
Las tres partes de la mano son: el carpo, el metacarpo y los dedos. 
El carpo
compuesto por 8 huesos que forman la muñeca.
El metacarpo
entre el carpo y los dedos, formado por cinco huesos metacarpianos.
Los dedos
que tienen 3 huesos (falanges) en cada uno de ellos, a excepción del dedo pulgar que solo tiene falange proximal y falange distal (14 huesos).

## Los huesos metacarpianos
Forman la parte ósea media de la mano. Son huesos largos y, por lo tanto, constan básicamente de tres partes:
1. La epífisis o cabeza (en ocasiones se

## Estructura
Son huesos que poseen características de huesos largos a pesar de su pequeño tamaño. Son cinco, numerados de 1 a 5 de fuera a dentro (respecto a la posición anatómica) empezando por el pulgar, que en posición anatómica, (radio y cúbito en paralelo) es el externo.

Poseen 2 epífisis o extremos, una proximal o superior y otra distal o inferior y una diáfisis o cuerpo. 

Sus cuerpos o diáfisis son prismático-triangulares.

Los dos extremos o epífisis son diferentes: la superior tiene cinco caras, de las cuales tres son articulares (excepto el 1 que solo tiene una, y el 2 y 5 que tienen dos), y la inferior o distal tiene una cara articular.

## Localización
Los metacarpianos se encuentran en la palma de la mano, cuyo esqueleto forman.

Se articulan por el extremo superior unos con otros y con los huesos de la segunda fila del carpo: 
- el 1 con el trapecio,
- el 2 con el trapecio y trapezoide,
- el 3 con el grande,
- el 4 con el grande y el ganchoso
- el 5 con el ganchoso, y por el extremo interior con las falanges de los dedos respectivos.

## Metacarpianos

### Primer metacarpiano
Primer metacarpiano (dedo pulgar), que articula con el hueso trapecio situado en la segunda fila del carpo y con la primera falange o falange proximal del primer dedo.

### Segundo metacarpiano
Segundo metacarpiano (índice), metacarpo que articula con el hueso trapezoide situado en la segunda fila del carpo y con la segunda falange o falange proximal del segundo dedo (índice). También está dotado de una apófisis estiloides en su parte superior, posterior y medial.

### Tercer metacarpiano
El 3.er metacarpiano se distingue por estar dotado de una apófisis estiloides, localizada en la cara lateral de su base.

### Cuarto metacarpiano
Es el hueso que une el falange del dedo anular.

### Quinto metacarpiano
En la extremidad superior se articula con el hueso ganchoso y en su cara interna posee un tubérculo o apófisis estiloides donde se inserta el músculo cubital posterior.